# David Abagna
David Sandan Abagna (ur. 9 września 1998) – ghański piłkarz grający na pozycji ofensywnego pomocnika.

## Kariera klubowa
Swoją karierę piłkarską Abagna rozpoczął w klubie Wa All Stars, w którym w sezonie 2016 zadebiutował w ghańskiej Premier League. W debiutanckim sezonie wywalczył z nim mistrzostwo Ghany. W 2019 roku odszedł do Ashanti Gold SC, a w 2021 został zawodnikiem klubu Real Tamale United.
| Sezon   | Klub            | Kraj  | Rozgrywki      | Mecze | Gole |
| ------- | --------------- | ----- | -------------- | ----- | ---- |
| 2016    | Wa All Stars    | Ghana | Premier League | 4     | 0    |
| 2017    | Wa All Stars    | Ghana | Premier League | 30    | 13   |
| 2018    | Wa All Stars    | Ghana | Premier League | 9     | 2    |
| 2019/20 | Ashanti Gold SC | Ghana | Premier League | 11    | 0    |
| 2020/21 | Ashanti Gold SC | Ghana | Premier League | 30    | 9    |

## Kariera reprezentacyjna
W reprezentacji Ghany Quaye zadebiutował 5 stycznia 2022 w przegranym 0:3 towarzyskim meczu z Algierią, rozegranym w Ar-Rajjan. W 2022 został powołany do kadry na Puchar Narodów Afryki 2021. Na tym turnieju nie rozegrał żadnego meczu.